# Vincent di Danimarca
Vincent di Danimarca (nome completo in danese Vincent Frederik Minik Alexander; Copenaghen, 8 gennaio 2011) è un principe danese.
Terzogenito di Re Federico X e Mary Donaldson, è al terzo posto nella linea di successione al trono dopo i fratelli maggiori.

## Biografia

### Nascita e battesimo

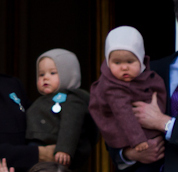
Vincent e la sorella gemella Josephine nel 2012

È nato l'8 gennaio 2011 alle ore 10.30, 26 minuti prima della sua gemella, la principessa Josephine. Pesava alla nascita 2,674 kg e di lunghezza: 47 cm. Il principe Federico scherzava chiamando "il piccolo Elvis", essendo nato nello stesso giorno del "Re del Rock 'n Roll".
I gemelli sono stati battezzati alla chiesa di Holmen a Copenaghen il 14 aprile 2011, dove vennero resi noti i loro nomi. Il suo terzo nome, "Minik", è di origine groenlandese. I suoi padrini furono lo zio materno John Stuart Donaldson, Filippo delle Asturie, il cugino di suo padre Gustav di Sayn-Wittgenstein-Berleburg, il conte Michael Ahlefeldt-Laurvig-Bille (amico di suo padre), la baronessa Helle Reedtz-Thott (amica dei suoi genitori) e Caroline Heering (dama di compagnia di sua madre).

### Educazione
Il 15 agosto 2017, Vincent entrò con Josephine alla scuola pubblica Tranegårdsskolen di Gentofte, la stessa frequentata dai loro fratelli maggiori. Il 6 gennaio 2020 cominciò con i fratelli un soggiorno programmato di 12 settimane alla Lemania-Verbier International School a Verbier, in Svizzera, ma dovettero rientare in Danimarca a causa della pandemia di COVID-19.

## Titoli e trattamento

### Titoli e trattamento
- 8 gennaio 2011 - attuale: Sua Altezza Reale, il principe Vincent di Danimarca, conte di Monpezat
  - in danese: Hendes Kongelige Højhed, prins Vincent til Danmark, greve af Monpezat

### Legge salica
Nel 2009, la costituzione danese è stata modificata, garantendo la primogenitura assoluta al trono danese, il che significa che il figlio maggiore, indipendentemente dal sesso, ha la precedenza nella linea di successione. Con il vecchio sistema della primogenitura di preferenza maschile, Vincent avrebbe sostituito sua sorella maggiore Isabella nella linea di successione; con la nuova legge, invece, viene subito dopo di lei.

## Ascendenza
|                              |                 |                          | Genitori                             |  |  | Nonni |  |  | Bisnonni                           |  |  | Trisnonni                          |  |
|                              |                 |                          |                                      |  |  |       |  |  | Conte André de Laborde de Monpezat |  |  | Conte Henri de Laborde de Monpezat |  |
|                              |                 |                          |                                      |  |  |       |  |  | Conte André de Laborde de Monpezat |  |  | Conte Henri de Laborde de Monpezat |  |
|                              |                 | Henriette Hallberg       |                                      |  |  |       |  |  | Conte André de Laborde de Monpezat |  |  |                                    |  |
| Principe Henrik di Danimarca |                 |                          |                                      |  |  |       |  |  | Conte André de Laborde de Monpezat |  |  |                                    |  |
|                              |                 | Renée Yvonne Doursenot   | Maurice Yvonne Doursenot             |  |  |       |  |  |                                    |  |  |                                    |  |
|                              |                 | Renée Yvonne Doursenot   | Maurice Yvonne Doursenot             |  |  |       |  |  |                                    |  |  |                                    |  |
|                              |                 | Renée Yvonne Doursenot   | Marthe Gay                           |  |  |       |  |  |                                    |  |  |                                    |  |
| Federico X di Danimarca      |                 | Renée Yvonne Doursenot   |                                      |  |  |       |  |  |                                    |  |  |                                    |  |
|                              |                 | Federico IX di Danimarca | Cristiano X di Danimarca             |  |  |       |  |  |                                    |  |  |                                    |  |
|                              |                 | Federico IX di Danimarca | Cristiano X di Danimarca             |  |  |       |  |  |                                    |  |  |                                    |  |
|                              |                 | Federico IX di Danimarca | Alessandrina di Meclemburgo-Schwerin |  |  |       |  |  |                                    |  |  |                                    |  |
| Margherita II di Danimarca   |                 | Federico IX di Danimarca |                                      |  |  |       |  |  |                                    |  |  |                                    |  |
|                              |                 | Ingrid di Svezia         | Gustavo VI Adolfo di Svezia          |  |  |       |  |  |                                    |  |  |                                    |  |
|                              |                 | Ingrid di Svezia         | Gustavo VI Adolfo di Svezia          |  |  |       |  |  |                                    |  |  |                                    |  |
|                              |                 | Ingrid di Svezia         | Margherita di Connaught              |  |  |       |  |  |                                    |  |  |                                    |  |
| Vincent di Danimarca         |                 | Ingrid di Svezia         |                                      |  |  |       |  |  |                                    |  |  |                                    |  |
|                              | Peter Donaldson | Alexander Donaldson      |                                      |  |  |       |  |  |                                    |  |  |                                    |  |
|                              | Peter Donaldson | Alexander Donaldson      |                                      |  |  |       |  |  |                                    |  |  |                                    |  |
|                              | Peter Donaldson | Jean Stevenson           |                                      |  |  |       |  |  |                                    |  |  |                                    |  |
| John Dalgleish Donaldson     | Peter Donaldson |                          |                                      |  |  |       |  |  |                                    |  |  |                                    |  |
|                              |                 | Mary Dalgleish           | John Dalgleish                       |  |  |       |  |  |                                    |  |  |                                    |  |
|                              |                 | Mary Dalgleish           | John Dalgleish                       |  |  |       |  |  |                                    |  |  |                                    |  |
|                              |                 | Mary Dalgleish           | Barbara McDonald Baisley             |  |  |       |  |  |                                    |  |  |                                    |  |
| Mary Donaldson               |                 | Mary Dalgleish           |                                      |  |  |       |  |  |                                    |  |  |                                    |  |
|                              |                 | Archibald Horne          | John Tomas Tait Horne                |  |  |       |  |  |                                    |  |  |                                    |  |
|                              |                 | Archibald Horne          | John Tomas Tait Horne                |  |  |       |  |  |                                    |  |  |                                    |  |
|                              |                 | Archibald Horne          | Henriette Clark                      |  |  |       |  |  |                                    |  |  |                                    |  |
| Henriette Clark Horne        |                 | Archibald Horne          |                                      |  |  |       |  |  |                                    |  |  |                                    |  |
|                              |                 | Elizabeth Gibson Melrose | William Melrose                      |  |  |       |  |  |                                    |  |  |                                    |  |
|                              |                 | Elizabeth Gibson Melrose | William Melrose                      |  |  |       |  |  |                                    |  |  |                                    |  |
|                              |                 | Elizabeth Gibson Melrose | Catherine Smith                      |  |  |       |  |  |                                    |  |  |                                    |  |
|                              |                 | Elizabeth Gibson Melrose |                                      |  |  |       |  |  |                                    |  |  |                                    |  |